# Ulica Żydowska w Poznaniu

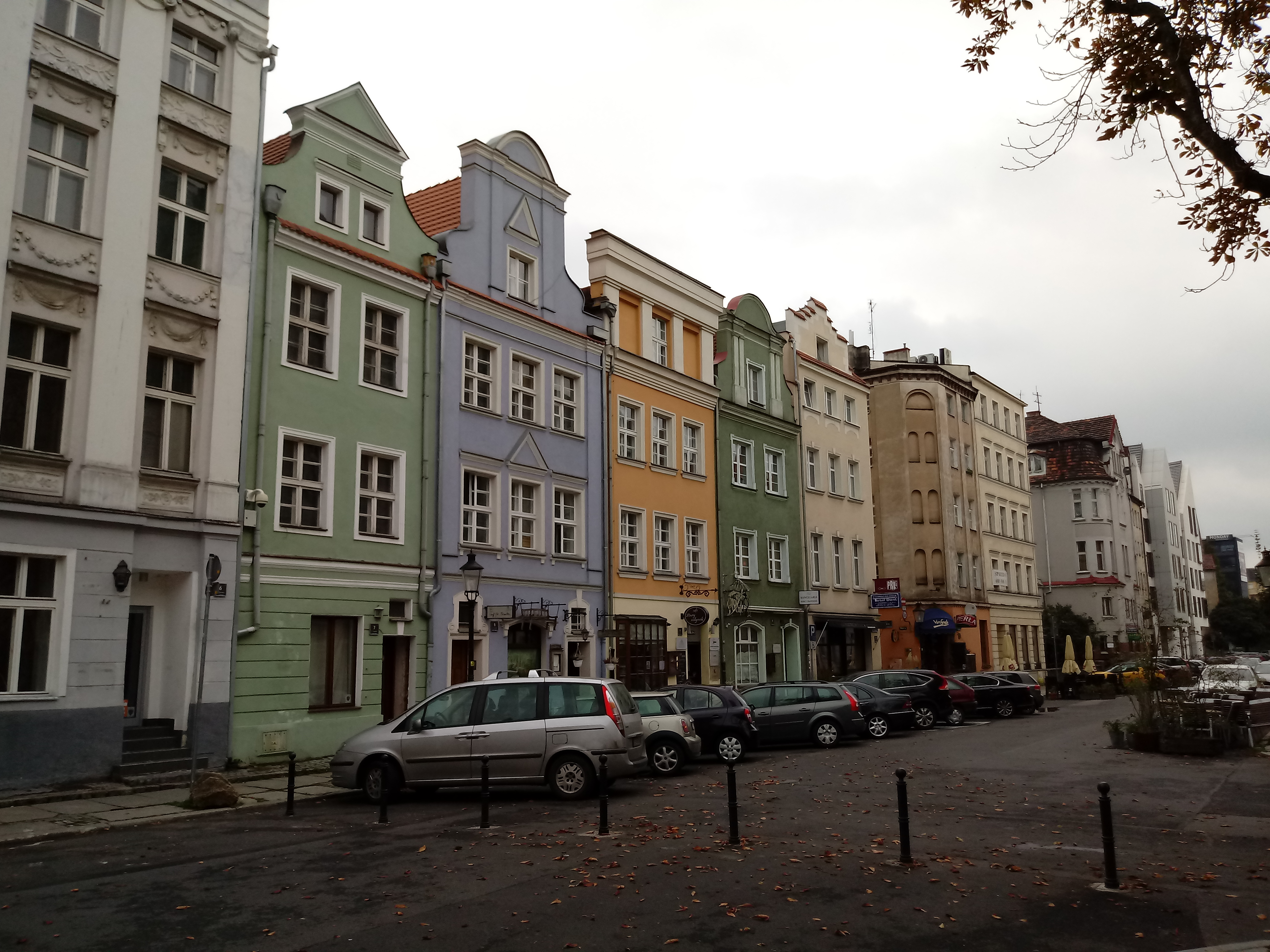
Ul. Żydowska, widok w kierunku północnym

Ulica Żydowska – ulica w Poznaniu na Starym Mieście, na osiedlu samorządowym Stare Miasto biegnąca od Starego Rynku w kierunku północnym do ulicy Małe Garbary. W średniowieczu nosiła nazwę Sukiennicza, do 1919: Judenstrasse oraz Michael-Hertz-Strasse, 1919-1939: Żydowska, 1939-1945: Fremdengasse, lato – 22 października 1945: Żukowa, od 22 października 1945: Żydowska.

## Historia
W XIII wieku, podczas lokowania miasta żydowskim osadnikom wydzielono parcele wzdłuż właśnie tej ulicy. Na przełomie XV i XVI wieku pod numerem 15/18 wzniesiono Starą Synagogę. Sto lat później do jej północnej ściany dobudowano Nową Synagogę, a w 1735 do jej północno-wschodniego narożnika – Synagogę Nehemiasza. Rozebrano je w 1908, przy okazji budowy Synagogi Wielkiej, a na ich miejscu wybudowano żydowskie Schronisko dla Starców i Zniedołężniałych.
7 września 1639 ulica była główna areną zamieszek antyżydowskich. Tumult powstał pomiędzy czeladzią klasztoru dominikanów pomagającą transportować zepsuty dzwon do Wagi Miejskiej (celem zważenia kruszcu), a Żydami zamieszkującymi trakt. Kilku Żydów odniosło rany, a część szyb w domach została potłuczona. Rozruchy byłyby znaczniejsze, gdyby nie ulewny deszcz, który rozproszył atakujących do domów. Następnego dnia w mieście doszło do kolejnych zamieszek, jednak nie wiadomo, czy miały one charakter antyżydowski.
Ulica została poszerzona podczas odbudowy w 1803 po pożarze tej części miasta.
Od 1 maja 2013 ulica Żydowska na odcinku od Starego Rynku do skrzyżowania z ulicą Dominikańską stała się deptakiem. Na pozostałym odcinku część miejsc parkingowych została zamieniona na ogródki kawiarniane, tworząc woonerf.
12 maja 2013 obchodzono pierwsze święto ulicy Żydowskiej, odbyły się koncerty a na środku wyłączonej z ruchu ulicy postawiono 100 metrowy stół z żydowskimi potrawami. Święto to było elementem uroczystości związanych z 65 rocznicą utworzenia państwa Izrael, w ramach tych uroczystości na zamku Cesarskim, wręczono medale "Sprawiedliwy wśród Narodów Świata"

## Zabytki
Przy ulicy Żydowskiej znajdują się następujące zabytki wpisane do rejestru wojewódzkiego:
- Kościół Najświętszej Krwi Pana Jezusa, nr 34[15], róg z ulicą Kramarską, nr rej.: A-154 z 26.02.1931,
- kamienica, nr 1, XV, XVIII, XIX, nr rej.: A-138 z 11.04.1958,
- kamienica, nr 2/3, XV, 2 poł. XIX, nr rej.: A-139 z 11.04.1958,
- kamienica, nr 4, XV, 1959, nr rej.: A-140 z 25.04.1966,
- kamienica, nr 6, XV, k. XVIII-XIX, nr rej.: A-141 z 11.04.1958,
- kamienica, nr 7, XV, XVIII, 1948, nr rej.: A-142 z 11.04.1958,
- kamienica, nr 8, XV, k. XVIII, 1951, nr rej.: A-143 z 25.04.1966,
- kamienica, nr 10, XV, 1957, nr rej.: A-144 z 25.04.1966,
- kamienica, nr 12, 3 ćw. XIX, nr rej.: A-408 z 1.03.1993,
- kamienica, nr 19, XV, 2 poł. XIX, nr rej.: A-145 z 25.04.1966,
- dom, ul. nr 26, 1 poł. XIX, nr rej.: kl.III-81-205/58 z 11.04.1958,
- dom, ul. nr 28, pocz. XIX, nr rej.: kl.III-81-205/58 z 11.04.1958,
- dom, ul. nr 29, 1 poł. XIX, nr rej.: kl.III-81-205/58 z 11.04.1958,
- kamienica, nr 32, 1803, nr rej.: A-146 z 11.04.1958,
- kamienica, nr 33, XV, XVI, 1803, nr rej.: A-147 z 11.04.1958.

### Budynki pod opieką konserwatora zabytków
- dom nr 11, 1 poł. XV wieku, pocz. XVI wieku,
- dom nr 5, 1796,
- dom nr 9, XV wiek,
- dom nr 27, 1806,
- dom nr 30, 1806,
- dom nr 31, 1904-1906,
- dom nr 35, XV wiek,
- Schronisko dla Starców i Zniedołężniałych im. Salomona Beniamina Latza (synagoga) nr 15/18, 1910[15].